# Barrera de potencial
En mecánica cuántica, la barrera de potencial finita es un problema modelo mono-dimensional que permite demostrar el fenómeno del efecto túnel. Para ello se resuelve la ecuación de Schrödinger independiente del tiempo para una partícula que incide sobre una barrera de potencial.

## Características del movimiento
Desde el punto de vista clásico, si la energía de la partícula es menor que la barrera siempre será reflejada, es decir, rebotada. Mientras que si la energía es mayor que la de la barrera siempre la pasará.
El comportamiento cuántico esperado es muy diferente del clásico. De hecho sucede que cuánticamente hay siempre una probabilidad finita de que la partícula "penetre" la barrera y continúe viajando hacia el otro lado, incluso cuando la energía de la partícula es menor que la de la barrera. La probabilidad de que la partícula pase a través de la barrera viene dada por el coeficiente de transmisión, mientras que la probabilidad de que la partícula sea reflejada viene dada por el coeficiente de reflexión.

## Deducción
La ecuación de Schrödinger independiente del tiempo en una dimensión es

{\displaystyle H\psi (x)=\left[-{\frac {\hbar ^{2}}{2m}}{\frac {d^{2}}{dx^{2}}}+V(x)\right]\psi (x)=E\psi (x),}

donde {\displaystyle H} es el Hamiltoniano, {\displaystyle \hbar } es la constante de Planck reducida, {\displaystyle m} es la masa de la partícula, {\displaystyle E}  es la energía de la partícula y 

(1){\displaystyle V(x)={\begin{cases}0&{\mbox{si }}x<0\\V_{0}&{\mbox{si }}0\leq x\leq a\\0&{\mbox{si }}x>a\\\end{cases}}}

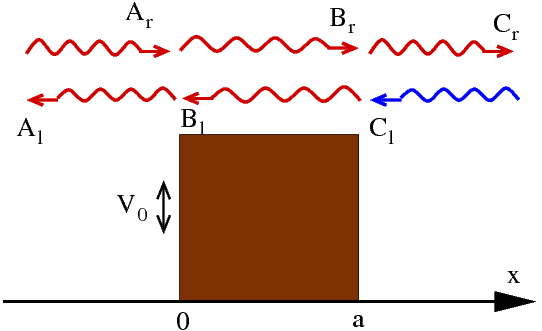
Colisión de una partícula con una barrera de potencial finito de altura. Se indican las amplitudes y sentido (hacia la derecha y hacia la izquierda) de las ondas. Se representan en rojo aquellas ondas usadas para obtener las amplitudes de las ondas reflejadas y transmitidas.
En la ilustración se considera el caso.

es la barrera de potencial de altura {\displaystyle V_{0}>0} y anchura {\displaystyle a}.
(Una forma más elegante de expresar el potencial es en función de la función escalón de Heaviside, definida por
{\displaystyle \Theta (x)=0,\;x<0;\;\Theta (x)=1,\;x\geq 0\,}. Entonces, el potencial se expresa como {\displaystyle V(x)=V_{0}[\Theta (x)-\Theta (x-a)]\,}).
Con esta elección del origen de coordenadas, la barrera se encuentra entre {\displaystyle x=0} y {\displaystyle x=a}. Sin embargo, es posible cualquier otra elección del origen de coordenadas sin que cambien los resultados.
La barrera divide el espacio en tres zonas, correspondientes a {\displaystyle x<0,0<x<a,x>a\,}. En cada una de estas zonas el potencial es constante, lo que significa que la partícula es cuasi-libre. Así, la solución general se puede escribir como una superposición de ondas moviéndose hacia la derecha y hacia la izquierda. Para el caso en el que la partícula tiene una energía menor que la de la barrera ({\displaystyle E<V_{0}}), tendremos

(2){\displaystyle \psi (x)={\begin{cases}A_{r}e^{ik_{0}x}+A_{l}e^{-ik_{0}x}&{\mbox{si }}x<0\\B_{r}e^{k_{1}x}+B_{l}e^{-k_{1}x}&{\mbox{si }}0\leq x\leq a\\C_{r}e^{ik_{0}x}+C_{l}e^{-ik_{0}x}&{\mbox{si }}x>a\\\end{cases}}}

donde el número de ondas está relacionado con la energía

(3){\displaystyle {\begin{cases}k_{0}={\sqrt {2mE/\hbar ^{2}}}&{\mbox{si }}x<0\qquad o\qquad x>a\\k_{1}={\sqrt {2m(V_{0}-E)/\hbar ^{2}}}&{\mbox{si }}0\leq x\leq a\\\end{cases}}}

La relación entre los coeficientes {\displaystyle A,B,C} se obtiene de las condiciones de contorno de la función de onda en {\displaystyle x=0} y {\displaystyle x=a}.
Así, las condiciones de continuidad de la función de onda y de su primera derivada se expresan como:

(4){\displaystyle {\begin{cases}\lim _{x\to 0^{-}}\psi (x)=\lim _{x\to 0^{+}}\psi (x)\\\lim _{x\to 0^{-}}{\frac {d}{dx}}\psi (x)=\lim _{x\to 0^{+}}{\frac {d}{dx}}\psi (x)\\\lim _{x\to a^{-}}\psi (x)=\lim _{x\to a^{+}}\psi (x)\\\lim _{x\to a^{-}}{\frac {d}{dx}}\psi (x)=\lim _{x\to a^{+}}{\frac {d}{dx}}\psi (x)\\\end{cases}}}

Teniendo en cuenta la expresión de la función de onda, las condiciones de contorno imponen las siguientes relaciones entre los coeficientes

(5){\displaystyle {\begin{cases}A_{r}+A_{l}=B_{r}+B_{l},\\ik_{0}(A_{r}-A_{l})=k_{1}(B_{r}-B_{l}),\\B_{r}e^{ak_{1}}+B_{l}e^{-ak_{1}}=C_{r}e^{iak_{0}}+C_{l}e^{-iak_{0}},\\k_{1}(B_{r}e^{ak_{1}}-B_{l}e^{-ak_{1}})=ik_{0}(C_{r}e^{iak_{0}}-C_{l}e^{-iak_{0}})\\\end{cases}}}

## Coeficiente de transmisión
El coeficiente de transmisión se define como la relación entre el flujo o densidad de corriente de la onda transmitida y el flujo de la onda incidente. Se utiliza habitualmente para obtener la probabilidad de que una partícula pase a través de una barrera por efecto túnel.
Así.

{\displaystyle T={\frac {|j_{\mbox{transmitida}}|}{|j_{\mbox{incidente}}|}}}

donde jincidente es la densidad de corriente en la onda que incide antes de alcanzar la barrera y jtransmitida la densidad de corriente en la onda transmitida al otro lado de la barrera.
La densidad de corriente asociada con la onda plana incidente es

{\displaystyle j_{\mbox{incidente}}=|A_{r}|^{2}{\frac {\hbar k_{0}}{m}}}

mientras que la asociada con la onda plana transmitida

{\displaystyle j_{\mbox{transmitida}}=|C_{r}|^{2}{\frac {\hbar k_{0}}{m}}}

De esta forma, el coeficiente de transmisión se obtiene de la relación entre los cuadrados de las amplitudes de las ondas incidente y transmitida

{\displaystyle T={\frac {|C_{r}|^{2}}{|A_{r}|^{2}}}}

Es interesante presentar una expresión aproximada para el coeficiente de transmisión para el caso en el que la energía de la partícula {\displaystyle E} es menor que la de la barrera {\displaystyle V_{0}}. Para ello consideremos una barrera con una anchura {\displaystyle a} grande. Si {\displaystyle a\rightarrow \infty }, el coeficiente {\displaystyle B_{r}} tenderá a cero para compensar que la exponencial {\displaystyle e^{k_{1}x}} tiende a infinito. Así, la condición de continuidad de la función de onda en {\displaystyle x=a} se expresa en este caso simplificado como

{\displaystyle C_{r}e^{ik_{0}a}=B_{l}e^{-k_{1}a}\rightarrow |C_{r}|^{2}=|B_{l}|^{2}e^{-2k_{1}a}}

De esta manera, si {\displaystyle E<V_{0}}, el coeficiente de transmisión depende de la anchura de la barrera {\displaystyle a} de forma exponencial

{\displaystyle T={\frac {|C_{r}|^{2}}{|A_{r}|^{2}}}\sim {\frac {|B_{l}|^{2}}{|A_{r}|^{2}}}e^{-2k_{1}a}}

Para obtener la dependencia con la energía, tenemos que resolver el sistema de ecuaciones (5), con el fin de relacionar {\displaystyle B_{l}} con {\displaystyle A_{r}}.

{\displaystyle B_{l}={\frac {2ik_{0}}{ik_{0}-k_{1}}}A_{r}}

Así,

{\displaystyle T\sim {\frac {4k_{0}^{2}}{k_{0}^{2}+k_{1}^{2}}}e^{-2k_{1}a}={\frac {4E}{V_{0}}}e^{-2{\sqrt {2m(V_{0}-E)/\hbar ^{2}}}a}}

## Soluciones exactas

### E<V0{\displaystyle E<V_{0}}
En este caso {\displaystyle k_{1}={\sqrt {2m(V_{0}-E)/\hbar ^{2}}}}
{\displaystyle T={\frac {|C_{r}|^{2}}{|A_{r}|^{2}}}={\frac {4k_{0}^{2}k_{1}^{2}}{4k_{0}^{2}k_{1}^{2}+(k_{0}^{2}+k_{1}^{2})^{2}\sinh ^{2}k_{1}a}}={\frac {V_{0}^{2}\sinh ^{2}(k_{1}a)}{4E(V_{0}-E)+V_{0}^{2}\sinh ^{2}(k_{1}a)}}}

### E>V0{\displaystyle E>V_{0}}
En este caso {\displaystyle k_{1}={\sqrt {2m(E-V_{0})/\hbar ^{2}}}}
{\displaystyle T={\frac {|C_{r}|^{2}}{|A_{r}|^{2}}}={\frac {4k_{0}^{2}k_{1}^{2}}{4k_{0}^{2}k_{1}^{2}+(k_{0}^{2}-k_{1}^{2})^{2}\sin ^{2}k_{1}a}}={\frac {4E(E-V_{0})}{4E(E-V_{0})+V_{0}^{2}\sin ^{2}(k_{1}a)}}}